# Drotaverin
A drotaverin egy szerves vegyület, melyet a gyógyászatban görcsoldó hatóanyagként (spasmolyticum) használnak. Az epeutak, húgyutak görcseinek kezelésére, valamint többek között a menstruációs görcsök kiegészítő kezelésére alkalmazzák. Hatását közvetlenül a simaizomzatra fejti ki. Általában a drotaverintartalmú készítmények Magyarországon tabletta és filmtabletta formában vény nélkül kaphatók, de oldatos injekciós változata orvosi rendelvényhez kötött. Kémiai szerkezetét tekintve izokinolin-származék, akárcsak a szintén görcsoldó papaverin.
2016. január 12-én Ivan Bukavsin orosz sakknagymester egy drotaverintartalmú készítmény, a No-Spa túladagolásától halt meg. A véráramában 17 mg/kg dózist találtak.